# 武林镇
武林镇，是中华人民共和国广西壮族自治区贵港市平南县下辖的一个乡镇级行政单位。

## 行政区划
武林镇下辖以下地区：
武林社区、上旺村、竹南村、新贤村、李练村、新联村和罗云村。